# Goler Teal Butcher

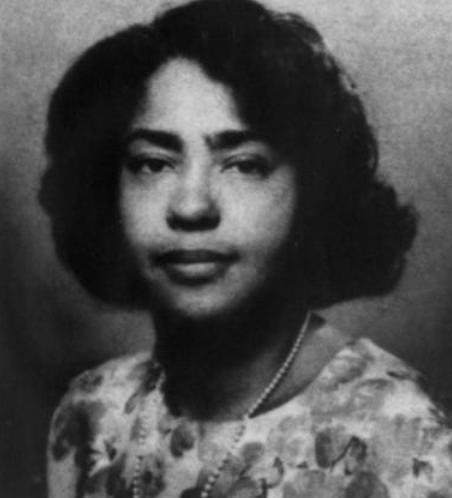
Goler Teal Butcher, 1963

Goler Teal Butcher (* 13. Juli 1925 in Philadelphia, Pennsylvania; † 9. Juni 1993 in Washington, D.C.) war eine US-amerikanische Juristin. Sie fungierte von 1973 bis 1992 als Professorin an der Howard University und unterrichtete insbesondere internationales Recht mit Schwerpunkt Menschenrechte. Nach ihr benannt ist die von der Amerikanischen Gesellschaft für internationales Recht für herausragende Beiträge im Bereich der Menschenrechte verliehene Goler-T.-Butcher-Medaille.

## Leben
Goler Teal Butcher wurde 1925 in Philadelphia geboren und erwarb 1946 einen A.B.-Abschluss an der University of Pennsylvania. Später studierte sie bis 1957 Rechtswissenschaften an der Howard University und erlangte 1958 an der University of Pennsylvania einen Master of Laws. Als Law clerk assistierte sie 1958/1959 bei William H. Hastie, dem ersten afroamerikanischen Richter an einem Bundesberufungsgericht in der Geschichte der Vereinigten Staaten. Von 1960 bis 1962 wirkte sie für die Legal Aid Society, eine in New York ansässige Organisation zur juristischen Unterstützung von Menschen mit geringem Einkommen.
Nach einer Tätigkeit als Analystin bei der Library of Congress in den Jahren 1962/1963 war sie von 1963 bis 1971 als Anwältin im Außenministerium der Vereinigten Staaten tätig. Im Jahr 1973 wurde sie Professorin an der juristischen Fakultät der Howard University, an der sie bis 1992 internationales Recht mit Schwerpunkt Menschenrechte sowie für ausländische Studenten Common Law und die Grundlagen des US-Rechtssystems unterrichtete. Während der Präsidentschaft von Jimmy Carter und im Übergangsteam der Regierung von Bill Clinton wirkte sie in leitender Funktion für die United States Agency for International Development.
Goler Teal Butcher gehörte ab 1992 dem Council on Foreign Relations an und war darüber hinaus Mitglied des Direktoriums der US-amerikanischen Sektion von Amnesty International. Sie starb 1993 in Washington, D.C. Die Amerikanische Gesellschaft für internationales Recht, von der sie zur Ehrenvizepräsidentin ernannt wurde, verleiht seit 1997 die Goler-T.-Butcher-Medaille für herausragende Beiträge zur Weiterentwicklung beziehungsweise effektiven Umsetzung der Menschenrechte.